# Idioma irlandés medio
El irlandés medio es el nombre que le dieron los filólogos a la forma de la lengua irlandesa hablada entre el siglo X y el XII; es, por tanto, contemporáneo de las fases finales del inglés antiguo e iniciales del inglés medio. Las lenguas goidélicas modernas: irlandés, gaélico escocés, y manés son todas descendientes del irlandés medio. 
El irlandés medio se habló en Irlanda y Escocia; desde Munster hasta la isla de Inchcolm en el Mar del Norte. Su extensión geográfica hizo de él la más extendida de todas las lenguas insulares a finales del siglo XII, cuándo el inglés medio comenzó a hacer incursiones en Irlanda y muchas de las regiones célticas del norte y del oeste de Britania. 
Pocas lenguas europeas pueden rivalizar en el volumen de literatura que nos legó el irlandés medio. Mucha de esta supervivencia es debida al empeño de unos pocos anticuarios irlandeses modernos, pero el simple volumen de sagas, anales, hagiografías, etc., que sobrevivieron muestra la confianza que tenían los miembros de las instruidas órdenes gaélicas medievales en su lengua. Casi todo lo que sobrevivió viene de Irlanda, un poco de Escocia y muy poco de la Isla de Man. El Lebor Bretnach, o "Nennius irlandés", sólo se conserva en manuscritos preservados en Irlanda; con todo, Thomas Owen Clancy hace poco propuso que fue escrito en Escocia, en el convento de Abernethy.